# Platypalpus annulitarsis
Platypalpus annulitarsis är en tvåvingeart som beskrevs av Nikolai Vasilevich Kovalev 1978. Platypalpus annulitarsis ingår i släktet Platypalpus och familjen puckeldansflugor. Inga underarter finns listade i Catalogue of Life.